# 시천면
시천면(矢川面)은 대한민국 경상남도 산청군의 면이다. 지리산 천왕봉(1,915m)이 위치한 지역이며, 중산리, 내대계곡 등 자연 관광자원이 있다. 남명 조식 선생이 후학을 양성한 지역이다.

## 행정 구역
- 내공리
- 천평리
- 중산리
- 반천리
- 사리
- 신천리
- 원리
- 외공리
  - 1951년 2~3월 무렵 대규모 민간인 학살이 자행된 곳이다. 2008년 268구의 유해가 발견되었다. 군인들이 10대 이상의 버스에 태우고 온 민간인을 외공리 소정골에서 집단 학살해 매장한 것으로 알려져 있는 사건이다.[2]

- 동당리
- 내대리
- 중태리

## 교육
- 덕산초등학교 (사리)
- 신천초등학교 (동당리)
  - 중산분교 (폐교) - 지리산대로 653 (중산리)
- 덕산중학교
- 덕산고등학교